# Правдоподобные небылицы
Правдоподобные небылицы, или Странствование по свету в двадцать девятом веке — фантастическая повесть Фаддея Булгарина, написанная в 1824 году. Первое в русской литературе описание путешествия во времени. В ней описано большое число технических предсказаний, но социально мало изменившийся мир. Повесть была переведена на английский (2008) и испанский (2016) языки.

## Сюжет
Главный герой отправляется в 1824 году на ялике из Петербурга в Кронштадт, но из-за волны он падает за борт, теряет сознание и приходит в себя спустя 1000 лет в 2824 году. Он оказывается в сибирском городе Надежин, что расположен на Шелагском мысу (Чукотка). Первым человеком, который объясняет суть происходящего, оказывается профессор истории и археологии из местного университета. В будущем климат изменился и в Арктике стало гораздо теплее (а в Африке стало холоднее), однако численность населения возросла и леса практически исчезли. Дерево стало цениться на вес золота, из него стали изготавливать деньги и дорогую посуду. Языком престижа и международного общения стал арабский, хотя профессор свободно говорит с гостем из прошлого по-русски. Главному герою в будущем предлагают русские щи, гречневую кашу и огуречный рассол, но он просит чаю. Его удивляют обилие чугунных элементов домов, чугунные здания на улице, а также «чугунные желобы» для передвижения по земле. Он едет с профессором на «воздушную пристань», на которую прибывает аэростат из Новой Голландии. Затем они посещают показательные прыжки солдат с парашютами с платформ аэростатов, после чего они производят стрельбы из духовых самопалов. Главного героя везут в университет, где тот знакомится со знатным молодым негром из «сильнейшей в Африке империи Ашантской» и «эскимосским принцем». Далее путь главного героя лежит по некогда Ледовитому океану на колесном пароходе в Полярную империю, столицей которой является город Парри. Здесь на каждом углу стоят «стеклянные дома». Пришельца из XIX века ведут в библиотеку и демонстрируют «сочинительную машину». Оттуда на «воздушном дилижансе» герой возвращается в Петербург, после чего повествование обрывается.

## Технологии будущего
Для сообщения с разными странами (Сибирь и Новая Голландия) используются «воздушные дилижансы» в виде аэростатов с плашкотами (гондола аэростата) и крыльями как у ветряной мельницы (пропеллер), которые приводят в движение паровые машины. Для безопасности полета применяются парашюты. Воздушные дилижансы отправлялись с «воздушных пристаней», представлявших собой «чугунную башню с террасой» наверху. 
Другим транспортом является «ездовая машина», которая перемещается по «чугунным желобам» (рельсам). Также жители Полярной империи использовали «беговые калоши» (роликовые коньки). Во избежание кораблекрушений морские путешествия осуществляются на «подводных судах», начало которым положил Фултон. Также упомянуты «паровые подъёмные машины» (кран-экскаватор-погрузчик). Ввиду большой численности населения агрокультуры переместились в моря и люди стали есть больше морепродуктов, произведенных на подводных фермах.
Особый интерес представляют «сочинительные машины» из библиотеки столицы Полярной империи, в которых можно усмотреть черты компьютера. Внешне они напоминали орган «с множеством колёс и цилиндров». Также среди деталей упомянуты кузнечный мех, труба и барабан. Машина обладала клавишами, ящиками и экраном в виде шахматной доски. Слова образовывались из напоминающих фишки домино «маленьких четвероугольных косточек». С помощью этой машины главный герой получает точное описание своего родного города. Ещё одним примечательным изобретением будущего являются «писательные машины» (копировальный аппарат).